# Эльмалек
Эльмалек (баш. «Элмәлек», рус. «Петелька») — башкирская народная песня узун-кюй.

## История
…Эльмалек, эльмалек,— 

Шуб таких мы не носили. 

На земле из века в век

Безземельными мы жили.
…Элмәлек, элмәлек, 

Элмәле лә тундарҙы беҙ кеймәнек. 

Ерҙә лә тыуып, ерҙә үҫтек, 

Донъя рәхәткәйҙәрен күрмәнек.
Элмәлек, элмәлек, 

Элмәле лә тундарҙы беҙ кеймәнек. 

Ҡамсат бүрктәрҙе күрмәнек, 

Туйҙан да туйға сабып йөр(ө)мәнек.
Элмәлек, элмәлек, 

Элмәле лә тундарҙы беҙ кеймәнек. 

Көн биткәйенә тип үрләнек, 

Аяҙ ҙа ғына көндәр күрмәнек.
Элмәлек, элмәлек, 

Элмәле лә тундарҙы беҙ кеймәнек. 

Билде бөгөп, байға эшләнек, 

Йәшәйбеҙ, тип, көн-төн этләндек.
Башкирская народная песня Эльмалек была впервые записана в 1938 году этнологом Л. Н. Лебединским и опубликована в сборнике “Башкорт халк йырдары” в записи Н. Идельбая.
Варианты песни записывались Г. З. Сулеймановым от К. М. Диярова.

## Содержание
В песне описывается существующее во времена написания песни социальное неравенство. Текст песни написан от имени бедняков, ценящих своё достоинство.

## Характеристика
Песня имеет лирико-драматический характер.
Особенности напева песни связаны с повторяющимся в её начале сравнением восходящей терции и следуемой нисходящей кварты, двух устоев лада — звуков ре и до в 10-м и 12-м тактах. своеобразие песни в её широком музыкальном диапазоне (дуодецима). В основе лада — минорная пентатоника.

## Исполнители
Песню исполняли музыканты Х. Л. Галимов, Ф. Г. Нугуманова, И. М. Смаков, Хоровая капелла РБ.

## Использование
Обработки песни для голоса и фортепиано проводились композитором А. Р. Хальфетдиновым, для смешанного хора a cappella — Р. В. Сальмановым.